# تمبی کاگاتلانا
تمبی کاگاتلانا (انگلیسی: Thembi Kgatlana؛ زادهٔ ۲ مهٔ ۱۹۹۶) بازیکن فوتبال اهل آفریقای جنوبی است.
از باشگاه‌هایی که در آن بازی کرده‌است می‌توان به هیوستون دش اشاره کرد.
وی همچنین در تیم ملی فوتبال زنان آفریقای جنوبی بازی کرده‌است.